# Epitrix similaris
Epitrix similaris är en skalbaggsart som beskrevs av Gentner 1944. Epitrix similaris ingår i släktet Epitrix och familjen bladbaggar. Inga underarter finns listade i Catalogue of Life.